# Масааки Саванобори
Масааки Саванобори (јап. 澤登 正朗; 12. јануар 1970) бивши је јапански фудбалер.

## Каријера
Током каријере је играо за Шимицу С-Пулс.

## Репрезентација
За репрезентацију Јапана дебитовао је 1993. године. За тај тим је одиграо 16 утакмица и постигао 3 гола.

## Статистика
| Јапан  | Јапан   | Јапан  |
| Година | Наступи | Голови |
| ------ | ------- | ------ |
| 1993.  | 5       | 1      |
| 1994.  | 6       | 1      |
| 1995.  | 0       | 0      |
| 1996.  | 0       | 0      |
| 1997.  | 0       | 0      |
| 1998.  | 0       | 0      |
| 1999.  | 1       | 0      |
| 2000.  | 4       | 0      |
| Укупно | 16      | 3      |